# Abu Muhammad Abd Al-lah ibn Abd al-Wahid
‘Abd al-Lah ibn Abi Muhámmad ibn Abi Hafs (en árabe: عبد الله ابن أبي محمد ابن أبي حفص ‘abd allāh ibn abī muḥammad ibn abī ḥafṣ) fue el gobernante hafsí de Túnez entre 1224 y 1228.
Hijo del fundador de la dinastía hafsí Abu Muhammad Abd al-Wahid ibn Abi Hafs y que los almohades confirmaron en el gobierno de Ifriqiya para controlar mejor en la región a los nómadas Banu Hilal.
A la muerte de su padre, lo sucedió y proclamó la independencia del trono. En 1228, su hermano Abu Zakariya Yahya lo destronó y lo forzó a contentarse con el título de jeque y dedicarse a la vida religiosa.